# Jussi Jurkka
Jussi Jurkka (15 de junio de 1930 – 9 de abril de 1982) fue un actor teatral, cinematográfico y televisivo finlandés. 

## Biografía

### Inicios
Jussi Tapani Jurkka nació en Turku, Finlandia, siendo sus padres los actores Eino Jurkka y Emmi Jurkka. También fueron actores sus hermanos Sakari y Vappu, al igual que sus tíos Arvi y Valter Tuomi y sus primos Rauli y Liisa Tuomi. Tenía solo un año de edad cuando sus padres se divorciaron. Los niños quedaron a cargo de su madre y, aunque Eino Jurkka vivía cerca, apenas participaba en la vida de sus hijos.
Jussi Jurkka comenzó sus estudios en Munkkiniemi, un barrio de Helsinki, en 1937. Durante la Guerra de invierno, Emmi Jurkka y sus hijos escaparon al lago Virkajärvi. En el período de la Paz interina, Emmi obtuvo un trabajo en Tampere, aunque Jussi y Vappu no se mudaron con su madre. Ya se había iniciado la Guerra de continuación, cuando en 1942 Vappu y Jussi se mudaron finalmente a Tampere, donde Jussi tuvo su primer encuentro con el teatro haciendo en otoño de 1942 un pequeño papel en Elinan surma.
A mediados de la década de 1940 Eino y Emmi Jurkka hicieron una gira teatral en la que participaron sus tres hijos. La obra representada era Isontalon Antti.
Jussi ingresó en la escuela teatral Suomen Teatterikoulu en 1947. Entre sus compañeros de clase se encontraban Ahti Haljala, Leo Jokela y Kauko Vuorensola, forjando una buena amistad con los dos últimos. Una de las obras relevantes interpretadas por Jussi Jurkka en la escuela teatral fue La gaviota, de Antón Chéjov, producida por Liina Reiman. La actuación de Jurkka recibió buenas críticas, sobre todo de Paula Talaskivi. Por motivos financieros, los estudios de Jurkka llegaron a su fin en la primavera de 1949, no obteniendo por ello una calificación final, lo cual no fue un obstáculo para el inicio de su carrera, dada la calidad interpretativa que había demostrado

### Carrera teatral
Jussi Jurkka inició su carrera teatral en Kotka representando Tukkijoella. Su primar papel protagonista llegó en la tragedia de Max Catto Vihreät vedet. Su personaje era un ejemplo de los papeles por los que se haría conocido en los años 1950: jóvenes neuróticos.
Jurkka se hizo popular entre el público femenino encarnando a Gabriel en la pieza Viimeinen luokka, papel que también representó en Helsinki en sustitución de Leo Lähteenmäki, que se encontraba impedido para actuar. 
Durante su período en Kotka, el actor mantuvo una relación con la actriz Mai-Britt Heljo, con la que había trabajado en las comedias Viimeinen luokka y Olemmehan kaksikymmentävuotiaita, y que quedó embarazada. El hijo de ambos acabó viviendo con la madre, la cual se había divorciado de su primer marido y se casó nuevamente en el año 1954.
Jurkka se interesó por el Teatro Intimiteatteri fundado por Mauno Manninen, actuando en la obra inaugural del mismo, Kurittomat vanhemmat, en la cual también trabajaba su madre. Entre las obras con mayor éxito en las que trabajó en dicho teatro figuran Kummittelijat (1951, de Henrik Ibsen), Británico (de Jean Racine), Etienne (1955, dirigida por Lasse Pöysti), Bobosse (de André Roussin, con dirección de Vivica Bandler), y Diez negritos (1957, de Agatha Christie, dirigida por el propio Jurkka). Esta última obra fue un fracaso artístico y comercial, lo cual repercutió en su relación con la empresa.

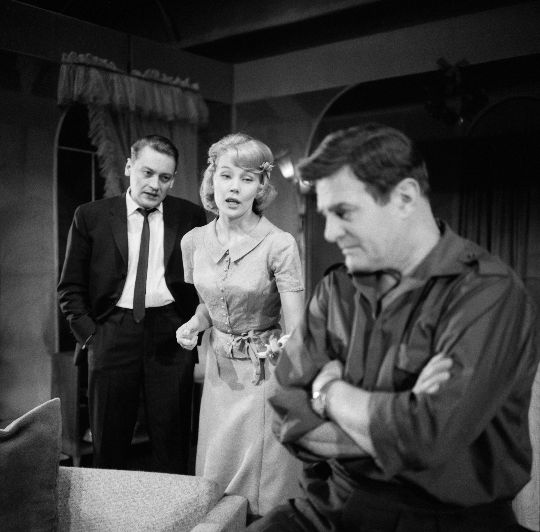
Jussi Jurkka, Tea Ista y Tauno Palo en 1962

Debido a los problemas artísticos y financieros del Intimiteatteri, Jurkka decidió pasar a trabajar al Teatro Nacional de Finlandia, donde trabó amistad con Tauno Palo y Pentti Siimes. En dicho teatro actuó a menudo bajo la dirección de Edvin Laine, especialmente en los años 1960. En total, Jurkka actuó en 20 obras dirigidas por Laine. Otros directores con los cuales colaboró fueron Jack Witikka, con un total de diez producciones, y Arvi Kivimaa.
Jurkka debutó en el Teatro Nacional en noviembre de 1957 con el papel de Algernon Moncrieff en la obra de Oscar Wilde La importancia de llamarse Ernesto. A pesar de unos difíciles comienzos, la obra llegó a ser un éxito, y se representaba todavía en la siguiente década.
Jurkka actuó posteriormente en Nuori viha, bajo la dirección de Witikka, acompañado por Tea Ista y Pia Hattara. Estrenada en enero de 1958, Nuori viha tuvo un total de 38 representaciones.
La exitosa comedia de Mika Waltari Miljoonavaillinki fue dirigida por con un total de más de 80 funciones. Jurkka interpretaba a un personaje que repitió en la adaptación de la obra al cine, Miljoonavaillinki (1961), repitiendo igualmente personajes los actores Holger Salin y Pentti Siimes.
Uno de los papeles cómicos favoritos de Jurkka fue el de Valentin de Barroyer en la comedia Ihana seikkailu, estrenada en septiembre de 1960 con más de 70 funciones. Posteriormente actuó en Altonan vangit, obra dirigida por Wilho Ilmari, haciendo según la crítica su papel más memorable en el Teatro Nacional. Una de las escasas obras de William Shakespeare en las cuales actuó fue Julio César, dirigida por Edvin Laine. La obra se representó 29 veces entre 1959 y 1960.
Su siguiente éxito fue el papel de Robespierre en la obra de Georg Büchner Dantonin kuolema, bajo la dirección de Ralf Långbacka. En el otoño de 1964 actuó en una pieza de Rolf Hochhuth, Sijainen. 
Su trabajo como Quentin en la pieza de Arthur Miller Jälkeen syntiinlankeemuksen fue difícil parai Jurkka, pues debía estar sobre el escenario durante casi toda la actuación. Fue acompañado por Rauha Rentola, Helge Herala, Tea Ista, Kyllikki Forssell y Asta Backman. 
En noviembre de 1966 se estrenó la farsa polaca Tango, que tuvo más de 150 representaciones y unos 13.000 espectadores. La obra de Waltari Omena putoaa se representó en el otoño de 1968 con el título Nyt putoaa omena, con un total de más de 60 funciones. También tuvo bastante éxito la comedia húngara Tótin perhe, estrenada en enero de 1969.
En los años 1960 Jurkka participó en cinco giras teatrales, cuatro de ellas dirigidas por Laine, incluyendo en el listado de obras la comedia de Waltari Myöhästynyt hääyö.
La década de 1970 fue para Jurkka más discontinua que las anteriores desde el punto de vista profesional. En 1972 el Teatro Nacional estrenó Tukkijoella, obra en la cual Jurkka encarnó al personaje principal, siendo acompañado por Aila Arajuuri y dirigido por Vili Auvinen. Tuvo más de 343 representaciones.
En otoño de 1972 trabajó en Nuori Ida Aalberg, obra representada en 50 ocasiones. Más adelante actuó en piezas como Kuolemantanssi (de August Strindberg), Viimeistä seuraava yö (1976, con dirección de Esko Elstelä), Medida por medida (1979, de Shakespeare), y Kultainen vasikka (1980, de Maria Jotuni). Jurkka enfermó de un cáncer de pulmón, y hubo de adaptar su trabajo al tratamiento de la enfermedad. Su última obra, en el año 1981, fue Amadeus, de Peter Shaffer, en la que actuó junto a Ismo Kallio.

### Radioteatro
Jussi Jurkka hizo también radioteatro. Entre 1951 y 1977 hizo docenas de papeles, actuando en emisiones como Lordi Arthur Savilen rikos (1961) y Välskärin kertomukset (1974–1975).

### Cine

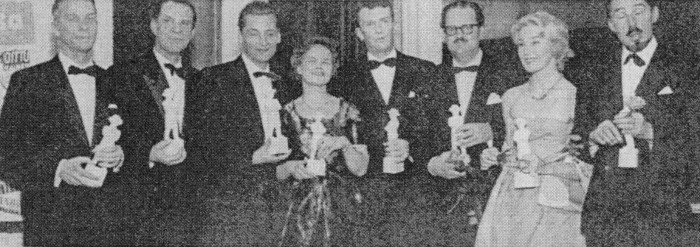
Premio Jussi de 1959. De izq. a der.: Mauno Mäkelä, Holger Salin, Jussi Jurkka, Mrs. Lindeman, Matti Kassila, Kalle Peronkoski, Tea Ista y Jack Witikka

Jussi Jurkka actuó en 25 largometrajes entre 1948 y 1961. En los años 1970 actuó en seis. Su modelo interpretativo, principalmente en sus inicios, fue el actor francés Jean Marais. Participó principalmente en dramas y melodramas.
Su carrera cinematográfica se inició en 1948 con un papel sin créditos en la cinta de Ville Salminen Irmeli, seitsentoistavuotias, llegando su primer papel relevante con la película dirigida por Lasse Pöysti ...ja Helena soittaa (1951). Repitió su personaje en dos películas más de la serie Helena. En 1952 Jurkka fue el protagonista de la producción de Aarne Tarkas Yö on pitkä, actuación que recibió buenas críticas. En el melodrama de Hannu Leminen Morsiusseppele (1954) fue el protagonista masculino actuando junto a Aino-Maija Tikkanen.
Probablemente la actuación cinematográfica de mayor fama de Jurkka es la que hizo como Teniente Lammio en la película de Edvin Laine Tuntematon sotilas (1955), cinta vista por millones de espectadores. Más adelante actuó en la película de Jack Witikka Silja – nuorena nukkunut (1956) junto a Heidi Krohn, y en el melodrama de Laine Musta rakkaus (con Eeva-Kaarina Volanen). Recibió en 1959 el Premio Jussi por su trabajo en la cinta de Matti Kassila Punainen viiva, y en 1960 actuó otra película de Kassila, Komisario Palmun erehdys (1960).
Jurkka también actuó en comedias, entre ellas Tähtisilmä (1955, de Matti Oravisto), Lasisydän (1959, de Kassila), Myöhästynyt hääyö (1960, de Laine) y Miljoonavaillinki (1961, de Toivo Särkkä). 
En el año 1971 Jurkka recibió de nuevo el Premio Jussi, en esta ocasión  por su trabajo en las películas Akseli ja Elina y Päämaja. Además, obtuvo en 1981 el Premio Ida Aalberg por su trayectoria artística.

### Televisión
Jussi Jurkka, muy orientado al teatro, no estaba demasiado interesado en la televisión. Sin embargo, el nuevo medio permitía emitir representaciones del Teatro Jurkka, y finalmente el actor debutó con Ida Aalbergin ja Lauri Kivekkään häät (1960). Posteriormente hizo docenas de papeles en producciones de Mainos-TV y de Yleisradio. Otra actuación destacada fue junto a Tauno Palo, con quien ya había actuado en el Teatro Nacional, en Omena putoaa.
En 1965 Emmi, Sakari y Jussi Jurkka actuaron en la serie de Mainos-TV Asemahotelli. En noviembre de 1967 Aarne Tarkas dirigió una adaptación a la televisión de la obra Köysi, en la cual Jurkka ya había actuado en el Intimiteatteri como Rupert Cadell. En abril de 1968 participó en el espectáculo Jurkka-show haciendo varios papeles, y en mayo de ese mismo año también formó parte del Eila Peitsalo-show. En los años 1970 el trabajo televisivo de Jurkka fue más escaso, aunque su papel más conocido llegó más adelante, en 1979 en la serie de MTV Parempi myöhään....

### Vida privada
La primera esposa de Jussi Jurkka fue la actriz Maikki Länsiö (1932–1996). La pareja tuvo una hija, también actriz, Laura Jurkka (nacida en 1958). El matrimonio acabó en divorcio, y Jurkka se casó con otra actriz, Arja Pessa (1943–2015), de la que también se divorció.
Jurkka era un fumador empedernido y abusaba del alcohol. Su exigente trabajo y su estilo de vida poco saludable le pasaron factura a finales de los años 1970, siéndole diagnosticada una pancreatitis, tras la cual dejó el alcohol. A principios de 1981 le diagnosticaron un cáncer de pulmón, pero a pesar de ello continuó su trabajo teatral del modo más normal posible. Sin embargo, el día de Viernes Santo de 1982 finalmente falleció en Helsinki a causa de su cáncer.

## Teatro

### Intimiteatteri
- 1950 : Kurittomat vanhemmat
- 1951 : Kummittelijoita
- 1951 : Británico
- 1952 : Karjalan kuningas
- 1953 : Porvari aatelismiehenä
- 1955 : Etienne
- 1955 : Bobosse

### Teatro Nacional de Finlandia
- 1957 : La importancia de llamarse Ernesto
- 1958 : Nuori viha
- 1959 : Julio César
- 1960 : Ihana seikkailu
- 1962 : Altonan vangit
- 1963 : Dantonin kuolema
- 1964 : Sijainen
- 1966 : Tango
- 1968 : Omena putoaa
- 1969 : Tótin perhe
- 1972 : Tukkijoella
- 1972 : Nuori Ida Aalberg
- 1974 : Kuolemantanssi
- 1978 : Papin perhe
- 1979 : Medida por medida
- 1981 : Amadeus

## Filmografía (selección)

### Cine
- 1940 : Ketunhäntä kainalossa
- 1948 : Irmeli, seitsentoistavuotias
- 1949 : Kanavan laidalla
- 1951 : ...ja Helena soittaa
- 1952 : Yö on pitkä
- 1953 : Kolmiapila
- 1954 : Kovanaama
- 1954 : Morsiusseppele
- 1954 : Laivaston monnit maissa
- 1955 : Tähtisilmä
- 1955 : Tuntematon sotilas
- 1955 : Sankarialokas
- 1955 : Näkemiin Helena
- 1956 : Ratkaisun päivät
- 1956 : Rintamalotta
- 1956 : Silja – nuorena nukkunut
- 1956 : Jokin ihmisessä
- 1957 : Kuriton sukupolvi
- 1957 : Pää pystyyn Helena
- 1957 : Musta rakkaus
- 1958 : Verta käsissämme
- 1959 : Punainen viiva
- 1959 : Lasisydän
- 1960 : Myöhästynyt hääyö
- 1960 : Komisario Palmun erehdys
- 1961 : Miljoonavaillinki
- 1970 : Akseli ja Elina
- 1970 : Päämaja
- 1973 : Meiltähän tämä käy
- 1973 : Pohjantähti
- 1976 : Luottamus
- 1977 : Viimeinen savotta

### Actor de voz
- 1975 : Flåklypa Grand Prix
- 1981 : The Fox and the Hound

### Televisión
- 1960 : Ida Aalbergin ja Lauri Kivekkään häät
- 1962 : Huivi
- 1963 : Omena putoaa
- 1965 : Asemahotelli
- 1967 : Köysi
- 1968 : Jurkka-show
- 1974 : Nuori Ida Aalberg
- 1979 : Norjasta ostettu posliinitonttu
- 1979 : Parempi myöhään...
- 1982 : Vainajan vaivat

## Radio
- 1951 : Kahle kirpoaa
- 1955 : Kummittelijoita
- 1956 : Suuri Mozart
- 1960 : Katarina, kaunis leski
- 1961 : Olviretki Schleusingenissa
- 1962 : Karamazovin veljekset
- 1966 : Caligula
- 1970 : 10 päivää jotka järisyttivät maailmaa
- 1971 : Metsähiisi
- 1975 : Välskärin kertomuksia